# Wolfgang Wahl
Wolfgang Wahl, född 3 december 1925 i Münster, Provinsen Westfalen, Tyska riket, död 15 september 2006 i Germering, Bayern, Tyskland, var en tysk skådespelare. Han utbildade sig i Düsseldorf där han från 1947 tog skådespelarlektioner för Gustaf Gründgens. På 1950-talet spelade han med i biroller i flera tyska filmer. Senare i karriären medverkade han mestadels i TV-produktioner där han gjorde sin sista roll 1996.

## Filmografi, urval
- 1955 – Autostradaligan
- 1957 – Hajar och småfisk
- 1958 – Scampolo
- 1958 – Razzia vid Reeperbahn
- 1959 – Buddenbrooks – en familjs ära och förfall
- 1959 – Rosor till åklagaren
- 1960 – Högt spel för friheten